# Iglesia de San Vicente Mártir (Cabezón de la Sierra)
La iglesia de San Vicente Mártir es una iglesia parroquial católica construida en 1962. Está situada en la localidad burgalesa de Cabezón de la Sierra (España) y dedicada a San Vicente Mártir.
Se trata de un templo de sillería, construido junto a la antigua iglesia. De la anterior, se conservan restos de estilo románico, como una portada de arco con dovelas de entrepaños y relieves.
En el interior hay una pila bautismal románica. Cuenta con retablos barrocos que muestran a San Vicente, San Juan Bautista, San Roque, San Quirico y Santa Julita. Como imaginería cuenta con dos imágenes de vírgenes sedentes con el Niño, de los siglos XIII y XIV, una imagen de Santa Ana del siglo XIV, un Cristo crucificado, e imágenes de San Roque y de San Antonio. Entre la orfebrería, destaca una cruz plateresca de Pedro de Mendoza del siglo XVI, un copón y un incensario.
En 1995 se reparó el tejado, cuando se sustituyeron las tejas del mismo. El 9 de enero de 2013 se iniciaron las obras de reparación de la iglesia, debido el derrumbe de su tejado el 4 de enero de ese mismo año, después de que la techumbre interior cayera el 22 de noviembre de 2012. Las obras ya estaban previstas antes del derrumbe y fueron costeadas por la Diputación de Burgos, el Arzobispado, el ayuntamiento, la parroquia y los vecinos del municipio. Con el derrumbe del tejado el retablo mayor también fue dañado, por lo que también fue restaurado, y se volvió a instalar el 22 de noviembre de 2015.